# Hôtel de Nervaux
L'hôtel de Nervaux, ou hôtel de Nervau, anciennement appelé hôtel de Méredieu, est un hôtel particulier de Périgueux dans le département de la Dordogne, en région Nouvelle-Aquitaine. Il semble avoir été acquis à la Renaissance par Jean de Mèredieu et Jeanne de Simon.

## Présentation
L'hôtel de Nervaux se situe en Périgord, au centre du département de la Dordogne, dans le secteur sauvegardé du centre-ville de Périgueux, en rive droite de l'Isle. C'est une propriété privée sise 14 rue du Plantier, à l'angle de la rue des Dépêches, à une centaine de mètres au nord-est de la cathédrale Saint-Front.

## Histoire
La partie la plus ancienne de l'hôtel, côté rue des Dépêches, consiste en des caves voûtées remontant aux XIIe et XIIIe siècles, et à l'est, un arc brisé du XIVe siècle au-dessus d'un portail. Un logis est bâti sur ces vestiges par la famille de Mèredieu à la Renaissance.
Au XVIIIe siècle, la partie Renaissance est englobée dans un édifice plus important, dont la façade principale donne directement sur la rue du Plantier. Après la Révolution, il devient la propriété de la famille de Malet de Lafarge, puis de la famille de Nervaux, d'où son nom actuel. En 1968, il est acquis par la famille Ribadeau-Dumas.
Le 28 septembre 1970, son escalier intérieur datant de la Renaissance est inscrit au titre des monuments historiques.

## Architecture
La partie la plus remarquable de l'édifice est un escalier Renaissance dont le plafond à caissons du premier étage a conservé des sculptures en bas-relief représentant Adam et Ève, Ève prenant la pomme, l'Annonciation, une salamandre, deux rosaces, ainsi que les portraits du maître du lieu et de son épouse, Jean de Mèredieu et Jeanne de Simon.

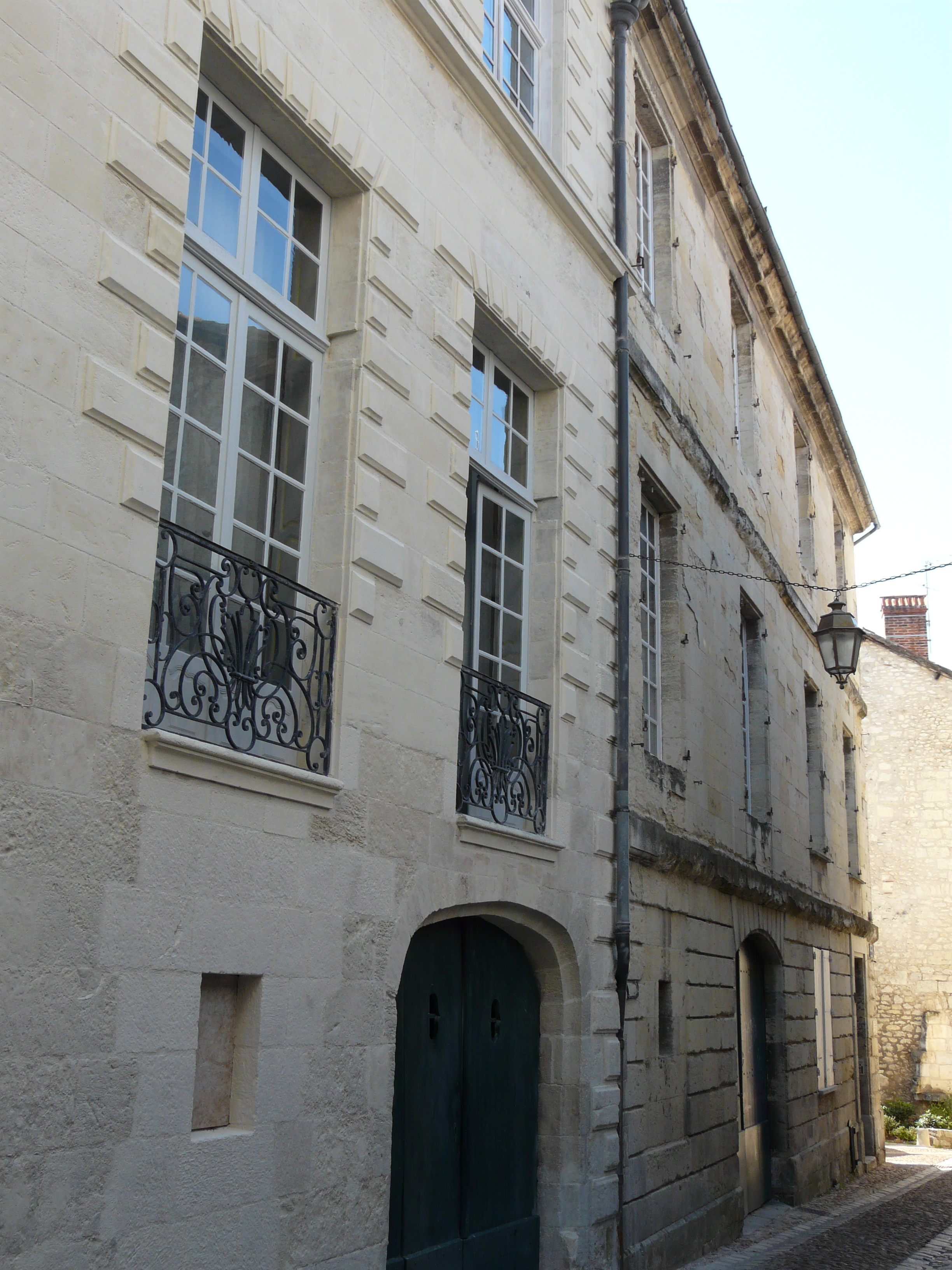
Au second plan, l'hôtel de Nervaux dans la rue du Plantier.
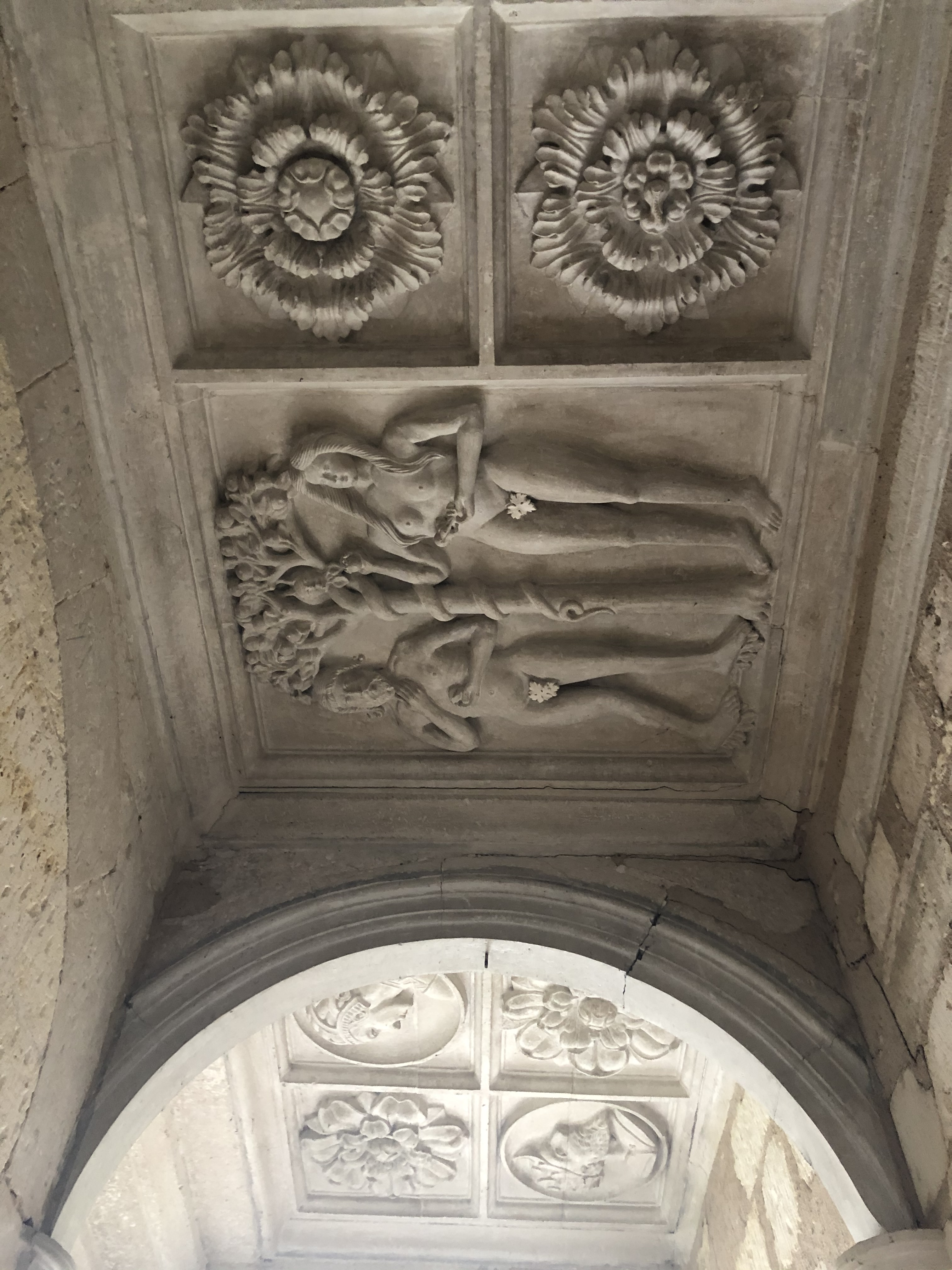
Le plafond à caissons du premier étage.